# 융안리역
융안리역(永安里站, 영안리참)은 베이징 지하철 1호선의 역이다. 1999년 9월 28일 톈안먼시 역 ~ 스후이둥 역 구간이 개통하면서 영업을 시작하였다. 인근에 르탄(日壇)공원이 있다.

## 위치
이 역은 젠궈먼 외대가(建国门外大街)와 둥다차오로(东大桥路) 교차로에 위치한다.

## 역 구조

### 층별 구조
1호선 융안리역은 지하 3층 박스형 구조로 되어 있다.
| F1 | 지면                            | A－C출구                                   |
| M  | 지하 통로                       | 지하 통로                                  |
| B1 | 대합실                          | 보안 점검, 자동판매기, 고객 서비스 센터 등 |
| B2 | 궤도                            | ← ■ 지하철 1호선 핑궈위안 방면(젠궈먼)     |
| B2 | 섬식 승강장, 왼쪽 출입문이 열림 |                                            |
| B2 | 궤도                            | → ■ 지하철 1호선 쓰후이둥 방면 (궈마오)    |

### 대합실
1호선 융안리역 대합실은 젠궈먼 외대가 지하 1층에 위치하고 있다.

대합실 파노라마 (2017년 5월)

### 승강장
1호선 융안리역 승강장은 젠궈먼 외대가 지하에 위치한 섬식 승강장으로 2016년 7월 18일 난간형 스크린도어 추가로 설치하여, 2017년 7월 9일 스크린도어를 개장했다.

승강장 파노라마 (2017년 3월)

### 출구
융안리 역은 3개의 출구가 있다.(A서북 B동북, C남) 그 중에서도 서북 출구는 시수이교와 연결되어 있고, 동북 출구는 구이유 빌당 안에 위치하고 있다. 또 역사 서남쪽에는 LG 쌍둥이 빌딩으로 가는 통로가 마련돼 있는데 이 통로에는 출구 번호가 부여되지 않았다.
| 출구                                 | 출구 인근                                                                     |
| ------------------------------------ | ----------------------------------------------------------------------------- |
| 出口 · A                             | 젠궈먼 외대가(북측), 시수이교(秀水街), 베이징인민방송 사옥                    |
| 出口 · B                             | 젠궈먼 외대가(북측), 구이유 빌딩(贵友大厦), 베이징 젠궈 호텔, 르탄(日壇) 공원 |
| 出口 · C                             | 젠궈먼 외대가(남측), SK빌딩, LG 쌍둥이 빌딩                                   |
| 아이콘 설명: 경사로 \| 휠체어 리프트 |                                                                               |

## 역사
1호선 융안리역은 1992년 6월 20일 다베이야오(大北窑)·러뎬창(热电厂) 역과 함께 착공되었으며, 주요 구조물은 1995년 3월 27일에 준공되었다.

## 인접정차역
| 베이징 지하철 1호선          | 베이징 지하철 1호선    | 베이징 지하철 1호선          |
| ---------------------------- | ---------------------- | ---------------------------- |
| 젠궈먼 핑궈위안 방면         | ■ 베이징 지하철 1호선  | 궈마오 쓰후이둥 방면         |
| 베이징 지하철 17호선(공사중) |                        |                              |
| 둥다차오 미래과학성북구 방면 | ■ 베이징 지하철 17호선 | 광추먼와이 이좡잔첸추난 방면 |